# Kender De "Vejen"
|  | Denne artikel er oprettet af botten Steenthbot ud fra en ekstern database. Den kan derfor have sproglige fejl eller mangler. Denne skabelon kan fjernes efter kontrol af indholdet. |

Kender De "Vejen" er en dansk dokumentarfilm.

## Handling
Film der omhandler Hærvejen, der under Gorm den Gamle og Dronning Thyras tid var Danmarks vigtigste handelsvej. Vejen er også er kendt under navnene; Kongevejen, Gammel Viborgvej, Oksevejen og Studevejen.